# Алджер (острів)
Алджер (рос. Алджер) — безлюдний острів на півдні архіпелагу Земля Франца-Йосифа у Північному Льодовитому океані.

## Географія
Довжина острова Алджер — 10 км, а максимальна ширина 4,7 км. Найвища точка — 429 метрів над рівнем моря, вершина купола Восток Перший (рос. Купол Восток Первый), крижаного купола, що покриває частину острова. На північному та південно-західному узбережжях є широкі ділянки, не покриті льодовиком.
Розташований на північ від острова Мак-Клінтока на південно-східному виході з протоки Маркем та на північному кінці каналу Абердер. З південного заходу перед ним знаходиться невеликий (до 1 км завдовжки) острів Матильда.
Маючи площу 45   км², Алджер — один з менших островів архіпелагу. Середня та північно-західна частини острова заледенілі, тоді як над рівнинною південно-східною частиною простягається супіщаний район. На крайньому південному сході острова є залишки табору Циглер, колишнього базового табору полярної експедиції Болдуїна-Циглера, який зараз є туристичною пам'яткою.

## Історія
Відкриття острова приписується експедиції Велмана з 1898 по 1899 рік. Волтер Веллман також дав острову його назву, можливо на честь Рассела Александра Алджера, чинного на той час військового міністра США або, ймовірно, на честь письменника Гораціо Алджера.
Острів Алджер найбільш відомий за роль, яку він зіграв під час двох експедицій на Північний полюс, які профінансував американський підприємець Вільям Циглер (1843—1905) у першому десятилітті 20 століття. Івлін Болдуїн, керівник експедиції Болдуїна-Циглера, створив свій базовий табір Циглер на південному сході острова в 1901 році після того, як спроба просунутися на північ на кораблі «Америка» зазнала невдачі. Другий табір був встановлений на західній околиці острова, прямо навпроти острова Матильда. Хоча експедиція Болдуїна-Циглера була найкраще оснащеною полярною експедицією свого часу, вона зазнала невдачі, навіть не спробувавши досягти своєї фактичної мети — географічного Північного полюса. Друга експедиція, фінансована Циглером, яка проводилася з 1904 по 1906 рік під керівництвом Ентоні Фіали (1869—1950), також не могла досягти полюса. Частина команди деякий час використовувала табір Циглер, створений Болдуїном.

## Вебпосилання
- Топографічна карта [Архівовано 27 листопада 2020 у Wayback Machine.], 1: 200 000